# Stéphane Bruey
Stéphane Bruey (Champigny-sur-Marne, 1932. december 1. – 2005. augusztus 31.) francia válogatott labdarúgó.

## Sikerei, díjai
- Franciaország
  - Labdarúgó-világbajnokság bronzérmese: 1958